# Рудниківський ландшафтний заказник
Рудниківський заказник — ландшафтний заказник місцевого значення в Україні. Об'єкт розташований на території Маневицького району Волинської області, ДП «Колківське ЛГ», Рудниківське лісництво, квартал 39—41 на північ від села Рудники.
Площа — 376 га, статус отриманий 2006 року.
Охороняються різновікові лісові насадження у долині річок Кросоха та Грань, де зростають дуб звичайний, вільха чорна, береза повисла. У заказнику мешкають представники поліської фауни у тому числі рідкісний птах лелека чорний, занесений до Червоної книги України та міжнародних природоохоронних списків.